# Дауда, Джозеф Бандабла
Джозеф Бандабла Дауда (англ. Joseph Bandabla Dauda; 24 декабря 1942, Кенема, Восточная провинция — 1 июня 2017, Аккра) — политический и государственный деятель Сьерра-Леоне. Занимал должность вице-президента страны, генерального прокурора и министра юстиции с ноября 1991 года по апрель 1992 года. С 2002 по 2006 год работал министром финансов, потом с 2010 по 2012 год министром иностранных дел, а затем с 2013 до 2016 года был министром внутренних дел.

## Биография
С 1964 по 1967 год обучался в колледже Фура-Бей, где получил степень бакалавра и диплом с отличием по истории. С 1968 по 1969 год проходил обучение в Королевском колледже Лондона при Лондонском университете, где также изучал историю. Был женат на враче Ганде Дауда.
С 1972 по 1986 год занимался частной юридической практикой. На парламентских выборах 1986 года был избран в парламент от Кенемы, где работал до 1992 года. С апреля 1987 года по 1988 год был государственным министром в канцелярии генерального прокурора и министра юстиции, а с ноября 1988 года по сентябрь 1991 года был министром торговли. Затем занимал пост вице-президента, генерального прокурора и министра юстиции с ноября 1991 года по апрель 1992 года, после чего правительство было свергнуто в результате военного переворота во главе с Валентином Страссером. В 1999 году Джозеф Бандабла Дауда вернулся в политику при президенте Ахмаде Теджане Каббы в должности министра сельского развития и местного самоуправления, где оставался до июня 2002 года, когда стал министром финансов.
С 3 по 4 сентября 2005 года Джозеф Бандабла Дауда выдвигался на лидера правящей Народной партии Сьерра-Леоне на национальном съезде в Макени. В итоге занял четвертое место с 28 голосами после вице-президента Соломона Беревы, который набрал 291 голос Чарльза Маргаи, который набрал 34 голоса, и Джулиуса Маады Био, который набрал 33 голоса. Вскоре после этого, 6 сентября 2005 года, на посту министра финансов его сменил Джон Опонджо Бенджамин. 1 июня 2017 года скончался от неизвестной продолжительной болезни утром в возрасте 74 лет в медицинском центре в Аккре (Гана).